# Torsades de pointe
Wikipédia ne donne pas d'avis médical : seul un professionnel (médecin, pharmacien, etc.) est habilité à le faire.
 Mise en garde médicale
Les torsades de pointe (ou de pointes, les deux orthographes étant employées) sont un trouble du rythme d'origine ventriculaire identifié sur l'électrocardiogramme, secondaire à un trouble de la repolarisation ventriculaire. On observe alors sur l'électrocardiogramme une repolarisation retardée ou allongée, on parle d'allongement de l'intervalle QT, ou plus simplement de QT long.
Le risque principal des torsades de pointe est la dégénérescence en fibrillation ventriculaire aboutissant à un arrêt cardio-circulatoire, puis à une mort subite si elle n'est pas prise en charge rapidement.
Il existe deux types de torsades de pointe : les torsades à QT long et les tachycardies ventriculaires polymorphes à QT intercritique normal avec aspect de torsade.

## Historique
La première description en a été faite par François Dessertenne (en), médecin français, en 1966. L'expression « torsades de pointes » décrit son aspect sur l'électrocardiogramme et a été empruntée telle quelle par plusieurs langues (anglais, allemand, espagnol…).

## Clinique
Le sujet peut être asymptomatique (ne présenter aucun signe clinique évocateur), il peut présenter des malaises, une syncope.
Ce trouble du rythme peut se traduire parfois d'emblée par une mort subite.

## Électrocardiogramme

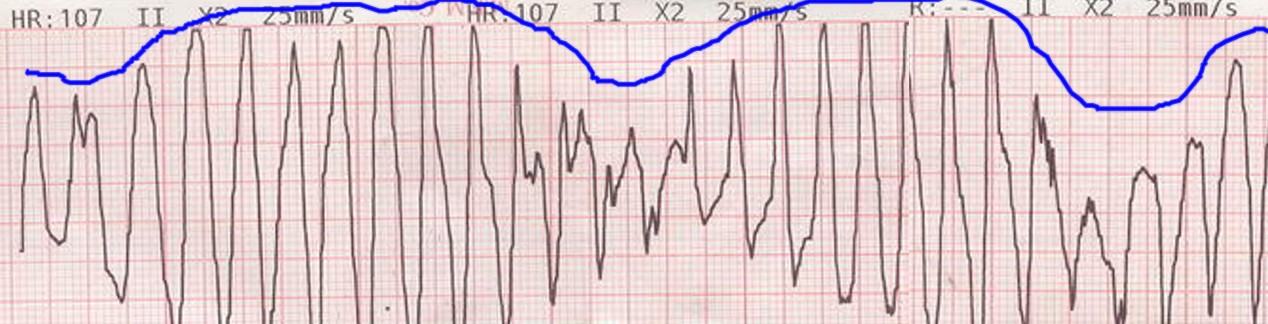
Les torsades de pointes sont une variété de tachycardie ventriculaire non soutenue et irrégulière appelée TV polymorphe.

### ECG pendant la crise
La torsade de pointes débute par une extrasystole ventriculaire précoce, survenant sur l'onde T (phénomène R/T), et survenue immédiate d'une succession rapide (180 à 200 par minute) de complexes QRS élargis d'amplitude fluctuante, décrivant classiquement une sorte de torsion autour de la ligne iso-électrique.

### ECG entre les crises
Il peut être normal ou montrer une bradycardie (dysfonction sinusale, bloc auriculo-ventriculaire), des troubles de la repolarisation (aplatissement de l'onde T, présence d'une onde U, augmentation de l'espace QT ou QU), des extrasystoles ventriculaires à couplage tardif.

## Causes et facteurs favorisants

### Causes des torsades de pointe à QT long
L'allongement du QT peut être acquis, secondaire :
- une cause métabolique : baisse du potassium sanguin (hypokaliémie) ou du magnésium (hypomagnésémie), qu'elle soit primitive ou secondaire à la prise de certains médicaments (diurétiques de l'anse ou thiazidiques ou une hypocalcémie) ;
- une origine médicamenteuse. Le risque est alors plus important chez la femme[3] :
  - Antiarythmiques de classe I-A : disopyramide, procaïnamide, quinidine[4]. Antiarythmiques de classe III : brétylium, sotalol. L'amiodarone prolonge de manière substantielle le QT mais n'augmente pas sensiblement le risque de torsades[5],
  - antibiotiques : érythromycine, fluoroquinolone, triméthoprime,
  - autres médicaments : antidépresseur tricyclique, antipsychotique, terfénadine (en)[6] (antihistaminique, retiré depuis du marché), cisapride (en) (stimulant de la motilité gastrique), halopéridol[7] (neuroleptique de la famille des butyrophénones), lithium (antipsychotique normothymique), phénothiazines, chloroquine (antipaludéens), thioridazine[8] (ancien neuroleptique de la famille des phénothiazines), méthadone[9], anticancéreux de types anthracyclines[10].
- une origine congénitale, comme dans le syndrome de Romano-Ward (syndrome du QT long congénital), le syndrome de Timothy, le syndrome de Jervell et Lange-Nielsen, le syndrome d’Andersen-Tawil ;
- autres causes : ischémie myocardique, bradycardie (cœur lent), myxœdème, hémorragie méningée…

Le risque de survenue de torsades est corrélé avec la valeur de l'allongement du QT.

### Causes des tachycardies ventriculaires polymorphes à QT normal
Les tachycardies ventriculaires polymorphes à QT normal sont déclenchées par une extrasystole ventriculaire précoce. Leur mécanisme est similaire à celui des tachycardies ventriculaires classiques.
Les principales causes sont l'infarctus du myocarde la phase aiguë et les cardiopathies organiques chroniques le plus fréquemment d'origine coronarienne.

## Évolution
Leur durée est brève (quelques secondes) et la résolution est généralement spontanée, mais les récidives sont fréquentes.
Il peut y avoir une dégradation en tachycardie ventriculaire (phénomène rare) voire en fibrillation ventriculaire provoquant un arrêt cardiaque.

## Traitement
Le traitement est différent selon le type de torsades. On choisit le traitement des torsades de pointe à QT long en cas de doute. Le choc électrique externe est indiqué en cas de dégradation en tachycardie ventriculaire prolongée ou en fibrillation ventriculaire.

### Traitement des torsades de pointe à QT long
Le traitement des torsades de pointe à QT long comprend :
1. Administration de chlorure ou de sulfate de magnésium par voie intraveineuse[12], quel que soit le niveau du magnésium sanguin. Le mécanisme curatif reste inconnu.
2. Accélération de la fréquence cardiaque par isoprénaline (Isuprel) intraveineux ou sonde d'entraînement électro-systolique afin de raccourcir artificiellement l'intervalle QT[13].

- Recharge en potassium systématique sans attendre les résultats de l'ionogramme, sauf si elle est déjà connue comme normale ou augmentée.

La surveillance de l'intervalle QT sur l'électrocardiogramme reste le point crucial pour la prévention de la survenue des torsades de pointe.

### Traitement des tachycardies ventriculaires polymorphes à QT normal
La prise en charge des tachycardies ventriculaires polymorphes à QT normal nécessite l'administration d'un antiarythmique de type I-A.
L'isoprénaline (Isuprel), indiquée dans le traitement des torsades de pointe à QT long, est strictement contre-indiqué dans le traitement des tachycardies ventriculaires polymorphes à QT normal.